# Lanmeur
Lanmeur település Franciaországban, Finistère megyében. Lakosainak száma 2367 fő (2022. január 1.). Lanmeur Saint-Jean-du-Doigt, Garlan, Guimaëc, Plouégat-Guérand és Plouigneau községekkel határos.

## Népesség
A település népességének változása:
| Lakosok száma | 1885 | 2100 | 2084 | 2173 | 2193 | 2187 | 2251 | 2362 | 2369 | 2367 |
|               | 1968 | 1982 | 1990 | 2006 | 2013 | 2015 | 2017 | 2019 | 2020 | 2022 |